# Cistus incanus
Cistus incanus hay còn gọi là Rockrose là một loài thực vật có hoa trong họ Nham mân khôi. Loài này được L. mô tả khoa học đầu tiên năm 1753.
Đó là loài hoa hồng dại có mùi thơm, phát triển cao khoảng 1 mét. Hình dạng cây chủ yếu là cây bụi, mọc trên các khu đất có hàm lượng Magnesi cao. Loại thực vật này chứa một lượng polyphenol. Với các hàm lượng hợp chất phenolic khác nhau tập trung ở hoa nó đã trở thành một cây trồng rất có giá trị cho cơ thể con người.
Các nghiên cứu đã chứng minh một số công dụng nổi bật của Cistus như sau:
Hàm lượng chất chống oxy hóa trong trà cistus cao vượt bậc so với các thực phẩm mà chúng ta từng biết, cụ thể: (Hàm lượng chất chống oxy hóa (mmol/lít)) Trà đen	3,1 Nước ép Việt quốc	4,8 Rượu vang đỏ	5,3 Trà xanh	8,5 TRÀ CISTUS:	24. Tức là khả năng chống oxy hóa của  trà Cistus rất vượt trội (gấp 8 lần so với trà đen, gấp 5 lần so với Việt Quốc, gấp 4.5 lần so với rượu vang đỏ, và gấp 3 lần so với trà xanh).
Bên cạnh đó, trong trà Cistus còn chứa một lượng lớn chất  polyphenol-phenolic thuộc nhóm các chất thực vật có hoạt tính chống oxy hóa hỗ trợ hệ thống miễn dịch của con người, trà Cistus cung cấp một nguồn phong phú các polyphenol, proanthocyandidins, bioflavonoids, catechins, axit gallic, rutin và các hợp chất hoạt tính sinh học có ích khác., các vi chất này một mặt giúp đào thải các kim loại nặng tồn dư trong cơ thể người, mặt khác, chúng giúp ức chế sự phân bào và phát triển của tế bào ung thư. Bên cạnh đó, chúng còn có khả năng giải độc thanh lọc cơ thể, giúp giảm mùi hôi của cơ thể làm tăng sức đề kháng, đặc biệt chống lại các  vi khuẩn, vi rut, nấm tấn công đường ruột và hệ hô hấp, giảm nguy cơ viêm nhiễm đường tiêu hóa.
Đặc biệt, Trà Cistus đã được chứng minh công dụng giảm u xơ tuyến tiền liệt/ hay còn gọi tăng sản tuyến tiền liệt ở đàn ông lớn tuổi, Trà Cistus giúp làm chậm quá trình phát triển và phân bào của tế bào tuyến tiền liệt hiệu quả.
Ngày nay, Cistus được sử dụng nhiều trong việc chế biên mỹ phầm và dược phẩm như thông qua các hình thức như tinh dầu và mỹ phẩm và làm thức uống hàng ngày như một loại trà thảo mộc.
Ở Châu Âu, trà Cistus được sử dụng như một loại trà thảo mộc phổ biến hàng ngày của người dân.

## Hình ảnh

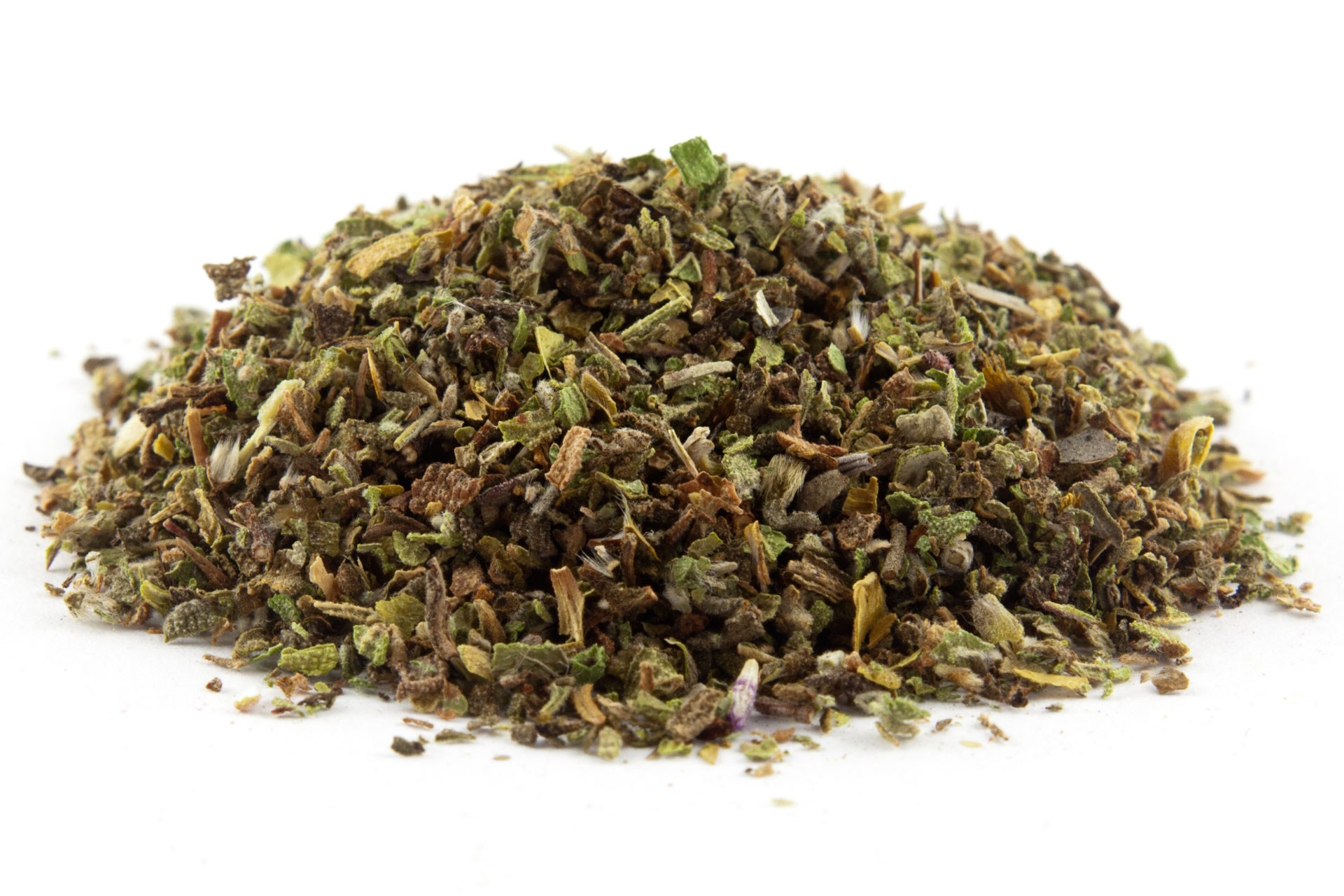
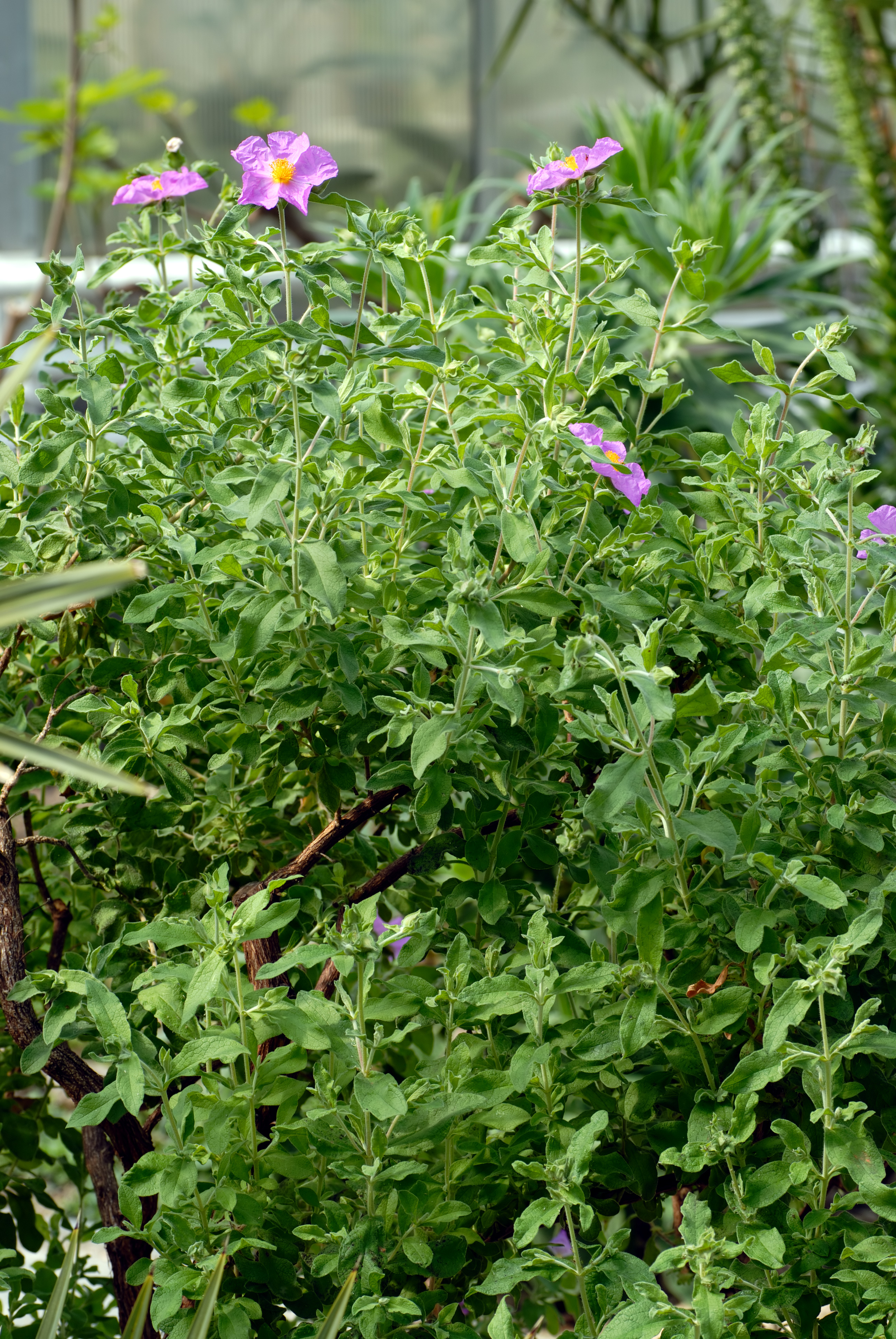